# Collegio elettorale di Milano 1 (Camera dei deputati)
Il collegio di Milano 1 fu un collegio elettorale uninominale della Repubblica Italiana per l'elezione della Camera dei deputati. Apparteneva alla circoscrizione Lombardia 1 e fu utilizzato per eleggere un deputato nella XII, XIII e XIV legislatura.
Venne istituito nel 1993 con la cosiddetta Legge Mattarella (Legge n. 277, Nuove norme per l'elezione della Camera dei deputati), attuata in seguito al referendum abrogativo del 1993. La legge istituì per la Camera dei deputati e per il Senato della Repubblica un sistema di elezione misto, in parte maggioritario e in parte proporzionale. Il 75% dei parlamentari dell'assemblea veniva eletto in collegi uninominali tramite sistema maggioritario a turno unico; il restante 25% alla Camera veniva eletto tramite sistema proporzionale con liste bloccate.
Il collegio venne abolito insieme a tutti gli altri che costituivano la Camera con la promulgazione della legge elettorale successiva, la cosiddetta Legge Calderoli. Questa prevedeva un sistema proporzionale con premio di maggioranza, che alla Camera veniva attribuito a livello nazionale.

## Territorio
Il collegio di Milano 1 era uno dei 74 collegi uninominali in cui era suddivisa la Lombardia e, come previsto dal D.Lgs. del 20 dicembre 1993 n. 536, comprendeva parte del comune di Milano.

## Eletti
| Elezione | Elezione                | Deputato          | Partito                  |
| -------- | ----------------------- | ----------------- | ------------------------ |
|          | 1994                    | Umberto Bossi     | Polo delle Libertà (LN)  |
|          | 1996                    | Silvio Berlusconi | Polo per le Libertà (FI) |
| 2001     | Casa delle Libertà (FI) | Silvio Berlusconi |                          |

## Dati elettorali

### XII legislatura

#### Risultati proporzionale
| Coalizioni        | Coalizioni           | Liste                           | Liste                              | Voti   | %     |
| ----------------- | -------------------- | ------------------------------- | ---------------------------------- | ------ | ----- |
|                   | Polo delle Libertà   |                                 | Forza Italia                       | 27.431 | 28,51 |
|                   | Polo delle Libertà   | Lega Nord                       | 14.173                             | 14,73  |       |
| Totale Coalizione | Totale Coalizione    | 41.604                          | 43,24                              |        |       |
|                   | Progressisti         |                                 | Partito Democratico della Sinistra | 11.800 | 12,26 |
|                   | Progressisti         | Rifondazione Comunista          | 4.693                              | 4,88   |       |
|                   | Progressisti         | Alleanza Democratica            | 3.774                              | 3,92   |       |
|                   | Progressisti         | Federazione dei Verdi           | 2.276                              | 2,37   |       |
|                   | Progressisti         | La Rete - Movimento Democratico | 2.007                              | 2,09   |       |
|                   | Progressisti         | Partito Socialista Italiano     | 699                                | 0,73   |       |
| Totale coalizione | Totale coalizione    | 25.249                          | 26,25                              |        |       |
|                   | Patto per l'Italia   |                                 | Patto Segni                        | 6.376  | 6,63  |
|                   | Patto per l'Italia   | Partito Popolare Italiano       | 6.170                              | 6,41   |       |
| Totale coalizione | Totale coalizione    | 12.546                          | 13,04                              |        |       |
|                   | Alleanza Nazionale   | Alleanza Nazionale              | Alleanza Nazionale                 | 8.391  | 8,72  |
|                   | Lista Pannella       | Lista Pannella                  | Lista Pannella                     | 7.541  | 7,84  |
|                   | Lega Alpina Lumbarda | Lega Alpina Lumbarda            | Lega Alpina Lumbarda               | 563    | 0,59  |
|                   | Lega Angela Bossi    | Lega Angela Bossi               | Lega Angela Bossi                  | 337    | 0,35  |
| Totale            | Totale               | Totale                          | Totale                             | 96.231 |       |

#### Risultati uninominale
|                               | Umberto Bossi ✔️ Eletto | Polo delle Libertà (FI - LN - CCD - UDC) | 46 570 | 48,72 |  |  |  |  |  |
|                               | Franco Bassanini        | Progressisti                             | 24 305 | 25,43 |  |  |  |  |  |
|                               | Gianni Rivera           | Patto per l'Italia                       | 11 321 | 11,84 |  |  |  |  |  |
|                               | Ignazio La Russa        | Alleanza Nazionale                       | 8 561  | 8,96  |  |  |  |  |  |
|                               | Sergio Carlo Scalpelli  | Lista Marco Pannella - Riformatori       | 4 437  | 4,64  |  |  |  |  |  |
|                               | Anna Basso              | Rinnovamento                             | 392    | 0,41  |  |  |  |  |  |
| Totale                        | Totale                  | Totale                                   | 95 586 | 100   |  |  |  |  |  |
|                               |                         |                                          |        |       |  |  |  |  |  |
| Fonte: Ministero dell'interno |                         |                                          |        |       |  |  |  |  |  |

### XIII legislatura

#### Risultati proporzionale
| Coalizioni        | Coalizioni                         | Liste                                     | Liste                              | Voti   | %     |
| ----------------- | ---------------------------------- | ----------------------------------------- | ---------------------------------- | ------ | ----- |
|                   | Polo per le Libertà                |                                           | Forza Italia                       | 27.483 | 30,54 |
|                   | Polo per le Libertà                | Alleanza Nazionale                        | 11.442                             | 12,71  |       |
|                   | Polo per le Libertà                | CCD-CDU                                   | 3.689                              | 4,10   |       |
| Totale coalizione | Totale coalizione                  | 39.753                                    | 43,56                              |        |       |
|                   | L'Ulivo                            |                                           | Partito Democratico della Sinistra | 15.613 | 17.35 |
|                   | L'Ulivo                            | Rinnovamento Italiano                     | 5.059                              | 5,62   |       |
|                   | L'Ulivo                            | Popolari per Prodi (PPI-SVP-PRI-UD-Prodi) | 4.315                              | 4,79   |       |
|                   | L'Ulivo                            | Federazione dei Verdi                     | 2.058                              | 2,29   |       |
| Totale coalizione | Totale coalizione                  | 21.369                                    | 23,42                              |        |       |
|                   | Lega Nord                          | Lega Nord                                 | Lega Nord                          | 8.683  | 9,65  |
|                   | Progressisti                       |                                           | Rifondazione Comunista             | 6.105  | 6,78  |
|                   | Lista Pannella - Sgarbi            | Lista Pannella - Sgarbi                   | Lista Pannella - Sgarbi            | 4.796  | 5,33  |
|                   | Movimento Sociale Fiamma Tricolore | Movimento Sociale Fiamma Tricolore        | Movimento Sociale Fiamma Tricolore | 511    | 0,57  |
|                   | Partito Umanista                   | Partito Umanista                          | Partito Umanista                   | 246    | 0,27  |
| Totale            | Totale                             | Totale                                    | Totale                             | 90.000 |       |

#### Risultati uninominale
|                               | Silvio Berlusconi ✔️ Eletto | Polo per le Libertà | 46 098 | 51,50 |  |  |  |  |  |
|                               | Michele Salvati             | L'Ulivo             | 32 464 | 36,27 |  |  |  |  |  |
|                               | Umberto Bossi               | Lega Nord           | 10 179 | 11,37 |  |  |  |  |  |
|                               | Camillo Santo Comelli       | Partito Umanista    | 766    | 0,86  |  |  |  |  |  |
| Totale                        | Totale                      | Totale              | 89 507 | 100   |  |  |  |  |  |
|                               |                             |                     |        |       |  |  |  |  |  |
| Fonte: Ministero dell'interno |                             |                     |        |       |  |  |  |  |  |

### XIV legislatura

#### Risultati proporzionale
| Coalizioni        | Coalizioni              | Liste                   | Liste                                 | Voti   | %     |
| ----------------- | ----------------------- | ----------------------- | ------------------------------------- | ------ | ----- |
|                   | Casa delle Libertà      |                         | Forza Italia                          | 28.374 | 36,06 |
|                   | Casa delle Libertà      | Alleanza Nazionale      | 9.507                                 | 12,08  |       |
|                   | Casa delle Libertà      | Lega Nord               | 2.884                                 | 3,67   |       |
|                   | Casa delle Libertà      | CCD-CDU                 | 1.452                                 | 1,85   |       |
| Totale coalizione | Totale coalizione       | 42.217                  | 53,66                                 |        |       |
|                   | L'Ulivo                 |                         | La Margherita (Dem - PPI - RI- UDEUR) | 12.930 | 16,43 |
|                   | L'Ulivo                 | Democratici di Sinistra | 10.248                                | 13,02  |       |
|                   | L'Ulivo                 | Il Girasole (FdV - SDI) | 1.220                                 | 1,55   |       |
|                   | L'Ulivo                 | Comunisti Italiani      | 1.046                                 | 1,33   |       |
| Totale coalizione | Totale coalizione       | 25.444                  | 32.33                                 |        |       |
|                   | Lista Pannella - Bonino | Lista Pannella - Bonino | Lista Pannella - Bonino               | 4.301  | 5,47  |
|                   | Rifondazione Comunista  | Rifondazione Comunista  | Rifondazione Comunista                | 3.363  | 4,27  |
|                   | Lista Di Pietro         | Lista Di Pietro         | Lista Di Pietro                       | 2.300  | 2,92  |
|                   | Democrazia Europea      | Democrazia Europea      | Democrazia Europea                    | 590    | 0,75  |
|                   | Partito Pensionati      | Partito Pensionati      | Partito Pensionati                    | 435    | 0,55  |
|                   | Abolizione scorporo     | Abolizione scorporo     | Abolizione scorporo                   | 31     | 0,04  |
| Totale            | Totale                  | Totale                  | Totale                                | 78.681 |       |

#### Risultati uninominale
|                               | Silvio Berlusconi ✔️ Eletto | Casa delle Libertà | 42 098 | 53,66 |  |  |  |  |  |
|                               | Gianni Rivera               | L'Ulivo            | 28 651 | 36,52 |  |  |  |  |  |
|                               | Benedetto Della Vedova      | Lista Emma Bonino  | 4 874  | 6,21  |  |  |  |  |  |
|                               | Adriano Ciccioni            | Lista Di Pietro    | 2 835  | 3,61  |  |  |  |  |  |
| Totale                        | Totale                      | Totale             | 78 458 | 100   |  |  |  |  |  |
|                               |                             |                    |        |       |  |  |  |  |  |
| Fonte: Ministero dell'interno |                             |                    |        |       |  |  |  |  |  |